# ロズヴィータ・クラウゼ
ロズヴィータ・クラウゼ（ドイツ語: Roswitha Krause、1949年11月3日 ‐ ）は、ドイツ（旧東ドイツ）のブランデンブルク州ダーメ出身の競泳選手、ハンドボール選手。現在はベルリン大学で水泳とハンドボールを教えている。
1968年に開催されたメキシコシティオリンピックでは、東ドイツの代表として競泳の女子100m自由形に出場、1次予選をアメリカのスー・ペデルソンに次ぐ2位で通過するものの、2次予選では3位で決勝へは進めなかった。しかし、4×100m自由形リレーではガブリエル・ヴェツコ、ウタ・シュムック、ガブリエル・ペルテスと共に銀メダルを獲得した。
1976年モントリオールオリンピックではハンドボール競技での代表に選ばれており、銀メダルを獲得している。また、その次の1980年に開催されたモスクワオリンピックでも再び代表として選出され、チームは銅メダルを獲得している。